# El poni de Lisa
El poni de Lisa, llamado Lisa's Pony en la versión original, es un capítulo perteneciente a la tercera temporada de la serie animada Los Simpson, emitido originalmente el 7 de noviembre de 1991. El episodio fue escrito por  Al Jean y Mike Reiss y dirigido por Carlos Baeza. Después de que Homer decepciona a Lisa se le ocurre una idea para recompensarla: Comprarle un poni a pesar de los problemas económicos.

## Sinopsis
Todo comienza cuando Lisa llama a Homer porque la lengüeta de su saxofón se rompió y necesita otra urgentemente, ya que había una exhibición de talentos en la escuela. Homer es el único al que le puede encargar comprarla, cuando llega a la tienda de artículos musicales ve que la taberna de Moe está al lado y decide ir a tomar un trago faltando 5 minutos para el cierre, pese a que Moe le sugiere que vaya primero a la tienda. 
Cuando Homer termina y quiere ir a comprar la lengüeta, pero cuando sale, se encuentra con que la tienda ya está cerrada; sin embargo, el dueño estaba en la taberna, quien ya no quiere abrir la tienda pero al final Moe lo convence de abrir su tienda por unos minutos para venderle a Homer. Sin embargo, Homer tarda mucho en recordar para qué instrumento era la lengüeta, lo que lo hace llegar demasiado tarde al espectáculo de Lisa y justo a tiempo para ver a su hija tocando su saxofón desafinado frente a todo el público, derramando lágrimas por la vergüenza e impotencia.
Lisa queda muy enojada con Homer y a pesar de que él trata de reconciliarse, convive mucho y trata de ser el mejor padre para ella, no consigue que Lisa lo vuelva a querer. Durante una noche en la cama Homer le sugiere a Marge que le compren un poni que la niña que siempre había querido y Marge le responde a Homer que no lo compre debido a los gastos que implica mantener al caballo y debido a que la familia aún tiene deudas por pagar, pero Homer, dispuesto a hacer que su hija lo ame de nuevo, decide hacerlo.
Sin embargo, los precios de los caballos son muy altos; el más barato costaba cinco mil dólares. Para poder pagar el poni, Homer pide un préstamo que otorgaba la Planta Nuclear. El Sr. Burns en persona revisa la solicitud de préstamo, y acepta darle el dinero a Homer, aconsejándole que no se comiera al poni ni hiciera nada fuera de la ley.
Lisa queda maravillada con su regalo y comienza a amar a Homer más que nunca pero Marge se enoja con Homer por lo que hizo después de que ella se lo advirtió y Homer se entera de que además de tener que pagar el préstamo de los cinco mil dólares que había costado el caballo, había que también mantenerlo caramente al mes en el establo, y para poder afrontar el gasto, Homer toma un segundo trabajo, como asistente nocturno de Apu en el Minisupermercado. 
Al tener dos trabajos y estar fuera de su casa prácticamente todo el día (sólo regresaba durante cinco minutos, para dormir), Homer comienza a agotarse cada vez peor. Finalmente, Marge le revela a Bart y Lisa que trabaja triple turno para mantener el caballo. Lisa entendiendo que su padre no puede seguir así, decide con mucho dolor devolver el caballo a su dueña, haciendo que Homer pueda volver a su vida normal. Luego Lisa va a verlo al supermercado y le dice lo que hizo por él y que lo ama muchísimo más que a ese caballo.
En respuesta, Homer renuncia efusivamente al trabajo del Minisupermercado tirándole en la cara la camiseta del uniforme, mientras Apu en vez de molestarse lo ve feliz cargando en sus hombros a su hija al mismo tiempo que decía "se dormía, robaba, era grosero con los clientes y aun así, ahí va el mejor empleado que ha tenido un minisupermercado.

## Producción
"Lisa's Pony" fue escrito por Al Jean y Mike Reiss, que eran show runners de los Simpsons cuando se produjo el episodio. Según Reiss, ser un show runner de espectáculos es un trabajo estresante ya que tiene que supervisar todos los procesos por los que pasan los episodios. Jean y Reiss trabajaban aproximadamente de 80 a 100 horas a la semana cuando se les asignó escribir un episodio además de su trabajo habitual. "Lisa's Pony" fue escrita entre las 10.00 p. m. y 1.00 a. m. todas las noches después de haber terminado su jornada laboral de 12 a 14 horas. Se les ocurrió una idea mientras revisaban una lista de los intereses de Lisa, y Jean le dijo a Reiss: "A Lisa le gustan los ponis; [deberíamos] darle un pony". Mientras escribían ideas para la historia, decidieron explorar las consecuencias de tener un poni en una casa suburbana.